# Giro di Toscana 1958
Il Giro di Toscana 1958, trentaduesima edizione della corsa, si svolse il 16 marzo su un percorso di 221 km, con partenza e arrivo a Firenze. Fu vinto dal belga Willy Vannitsen della Ghigi-Coppi davanti agli italiani Guido Carlesi e  Giorgio Albani.

## Ordine d'arrivo (Top 10)
| Pos. | Corridore          | Squadra         | Tempo    |
| ---- | ------------------ | --------------- | -------- |
| 1    | Willy Vannitsen    | Ghigi-Coppi     | 5h09'00" |
| 2    | Guido Carlesi      | Chlorodont-Leo  | s.t.     |
| 3    | Giorgio Albani     | Legnano         | s.t.     |
| 4    | Dino Bruni         | Bianchi-Pirelli | s.t.     |
| 5    | Bruno Monti        | Atala-Pirelli   | s.t.     |
| 6    | Italo Mazzacurati  | Ghigi-Coppi     | s.t.     |
| 7    | Silvano Ciampi     | Faema-Guerra    | s.t.     |
| 8    | Giuseppe Fallarini | Asborno-Frejus  | s.t.     |
| 9    | Cleto Maule        | Torpado         | s.t.     |
| 10   | Germano Barale     | Bianchi-Pirelli | s.t.     |